# استوانه مدرج

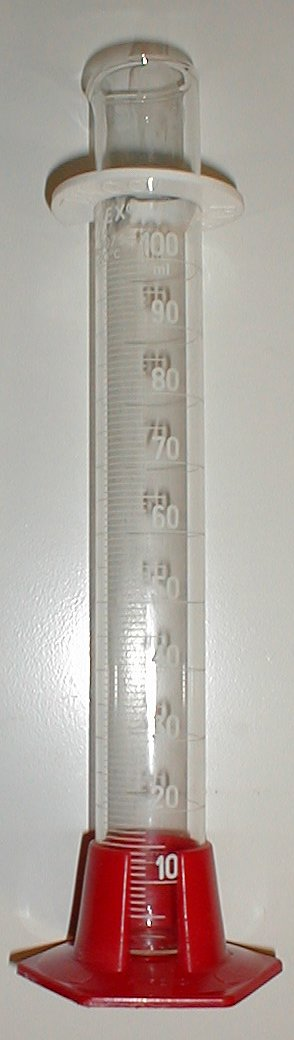
یک نمونه استوانه مدرج با پایه پلاستیکی

استوانه مدرج (به انگلیسی: Graduated cylinder)  یا مزور (به انگلیسی: measuring cylinder) یکی از ابزارهای آزمایشگاهی است که برای اندازه گیری حجم معینی از مایعات مختلف به کار می‌رود. این ابزار شیشه‌ای، از یک لوله بلند و یک پایه تشکیل شده است که پایه‌اش امکان قرار دادن وسیله را روی میز فراهم می‌سازد. دقت اندازه گیری این ابزار حجم سنجی از بورت و پیپت کمتر است.